# Große Mutterloge des Eklektischen Freimaurerbundes
Die Große Mutterloge des Eklektischen Freimaurerbundes war eine der acht regulären Freimaurer-Großlogen, die bis 1935 im Deutschen Reich existierten. Sie wurde 1741 in Frankfurt am Main gegründet und löste sich 1933 auf. Ihre größte Verbreitung hatte sie 1933 mit 3500 Mitgliedern in 24 Logen. Nach 1945 wurde sie nicht reaktiviert; ihre 14 verbliebenen Logen gehörten 1949 zu den Gründungsmitgliedern der Großloge der Alten Freien und Angenommenen Maurer von Deutschland.

## Geschichte
Nach dem Ende der Strikten Observanz auf dem alles in allem ergebnislosen Konvent in Wilhelmsbad 1782 suchten die deutschen Freimaurer nach Alternativen zu den „templerischen Irrungen“ ihrer Zeit. Damit sind Versuche gemeint, die Freimaurerei als direkte Nachfolger des mittelalterlichen Templerordens zu etablieren. Eine dieser Alternativen war die Loge L'Union in Frankfurt am Main, die von Johann Peter Gogel im Stil der Großloge von England, also mit drei Graden ohne Hochgrade, geführt wurde. Gogel war Provinzial-Großmeister der Großloge von England. Die L'Union hatte 1743 ein englisches Patent erhalten und es bestand ein Vertrag zwischen der Großen Landesloge (GLL) und der Großloge von England, dass sich die L'Union nach dem Tode Gogels der GLL anschließen solle. Die Brüder der Loge zeigten aber wenig Interesse daran.
Die Gründung des Eklektischen Bundes trieb vor allem Franz Dietrich von Ditfurth aus Wetzlar voran. Er war Präfekt (Provinzial-Großmeister) in der Strikten Observanz gewesen, war von dem System aber enttäuscht. Zusammen mit den Frankfurter Brüdern führte er die Verbindung dieser beiden Provinzen herbei. Ein Rundschreiben von Ditfurths, zusammen mit dem Frankfurter Senator und Logenmeister Johann Karl Brönner vom 18. März 1783 kam in einer Zeit, in der besonders aus Frankreich immer neue, esoterische, alchemistische und regelrecht okkulte neue Freimaurerrituale auftauchten, einem Aufruf zur Rückkehr zu den einfachen Wurzeln gleich. Obwohl zu Beginn wenig beachtet, schlossen sich bis 1789 dreiundfünfzig Logen aus Deutschland, Polen, Neapel und Dänemark dem Eklektischen Freimaurerbund an. Der Name stammt von dem Vorschlag, aus allen Systemen heraus das Beste zu nehmen und daraus ein neues Lehrsystem zu entwickeln. Ein einheitliches Gesetzwerk gab sich der Bund 1788.
Schon bald bemühten sich die Brüder des Bundes, wieder Kontakt mit England zu bekommen. Sicherlich ist auch der Vorwurf, statt Freimaurerei das Illuminatentum zu betreiben, ein Grund gewesen, sich deutlich an das humanitäre, englische Drei-Grad-System zu halten. Am 25. Oktober 1789 wurde Johann Peter von Leonhardi als Provinzial-Großmeister eingesetzt. Großmeister von Ditfurth zog sich darauf aus dem aktiven Logenleben zurück und legte 1791 sein Amt nieder.
Während der Napoleonischen Kriege gingen viele Logen ein und zur Zeit der französischen Besetzung 1793 hatte der Bund Schwierigkeiten, seine Unabhängigkeit zu bewahren. In den besetzten Gebieten forderte Napoleon von den dortigen Logen in der Regel einen Anschluss an den von ihm kontrollierten Grand Orient de France, in dem ein Verwandter von ihm zum Großmeister eingesetzt worden war. Die Arbeiten wurden zeitweilig bis 1808 komplett eingestellt.
Die Arbeit unter der Großloge von London nutzte den Brüdern des eklektischen Bundes wenig, da London entgegen vorhandener Verträge selbst Logen in Frankfurt gründete und auch gegen andere Vertragsteile verstieß. Unter Führung von Leonhardi gründeten die Brüder 1823 aus dem Bund eine selbstständige Großloge, die sie Große Mutterloge des Eklektischen Freimaurer-Bundes nannten. Zweiter Großmeister wurde 1836 Georg Franz Burkhard Kloß. Obwohl allen Mitgliedslogen freigestellt wurde, Hochgrade zu bearbeiten, wurde zielbewusst der Ritterspielerei, dem Aberglauben, der Astrologie und dem Obskurantismus aller Art der Kampf angesagt.
1811 gab man sich ein christlich geprägtes Ritual. Der eklektische Bund lehnte die Hochgrade ab und bearbeitete lediglich zwischenzeitlich den Royal-Arch-Grad, ein Hochgrad aus England mit alttestamentlichen Bezügen. 1844 gab man das christliche Prinzip wieder auf, weshalb einige Logen die Großloge verließen und eine eigene Großloge gründeten (Große Freimaurerloge „Zur Eintracht“). 1859/60 mussten die hessischen Logen des Eklektischen Bundes die Großloge auf Befehl Ludwigs III. verlassen und sich der Großen Freimaurerloge „Zur Eintracht“ anschließen.
Vermutlich löste sie sich im März 1933 auf Druck der Nazi-Behörden auf, eine genaue Aktenlage scheint es dazu nicht zu geben.
Das Ritual des Eklektischen Freimaurerbundes wird heute noch bearbeitet von Logen in Hamburg („Zur Brudertreue an der Alster“) und in Frankfurt.

## Bekannte Mitglieder
- Franz Dietrich von Ditfurth (1738–1813)
- Karl Oppel (1816–1903)
- Jakob Mauvillon (1743–1794)
- Karl Friedrich Bahrdt (1740–1792)
- Georg von Wedekind (1761–1831)
- Georg Franz Burkhard Kloß (1787–1854), Großmeister von 1837 bis 1840 und 1843 bis 1846
- Alexander Knoblauch (1820–1899), Großmeister von 1884 bis 1892